# Liste der Kulturdenkmäler in Gabsheim
In der Liste der Kulturdenkmäler in Gabsheim sind alle Kulturdenkmäler der rheinland-pfälzischen Ortsgemeinde Gabsheim aufgeführt. Grundlage ist die Denkmalliste des Landes Rheinland-Pfalz (Stand: 25. März 2025).

## Denkmalzonen
| Bezeichnung                       | Lage             | Baujahr | Beschreibung | Bild            |
| --------------------------------- | ---------------- | ------- | --- | --------------- |
| Denkmalzone katholischer Pfarrhof | Kirchberg 1 Lage | 1848/49 | spätklassizistisches Pfarrhaus, 1848/49, Hoftoranlage, Gartenmauer mit Pforte, bezeichnet 1712; bauliche Gesamtanlage | Fotos hochladen |

## Einzeldenkmäler
| Bezeichnung                                | Lage                                       | Baujahr                 | Beschreibung | Bild                           |
| ------------------------------------------ | ------------------------------------------ | ----------------------- | --- | ------------------------------ |
| Portal                                     | Hauptstraße, an Nr. 13 Lage                | 1613                    | Renaissanceportal, bezeichnet 1613 (?) | BW                             |
| Schmiede                                   | Hauptstraße 21 Lage                        | 18. bis 20. Jahrhundert | ehemalige Schmiede mit funktionstüchtiger Ausstattung, 18. bis 20. Jahrhundert                                                                                        | BW                             |
| Wegekreuz                                  | Hauptstraße, gegenüber Nr. 39 Lage         | um 1900                 | Wegekreuz, um 1900 | Fotos hochladen                |
| Katholische Pfarrkirche St. Alban          | Kirchberg 8 Lage                           | um 1400                 | spätgotische Hallenkirche, Chor um 1400, Langhaus um 1490, um 1518 zur Halle ausgebaut (Meisenheimer Schule); Westturm um 1500                                        | weitere Bilder Fotos hochladen |
| Kirchhof mit Kriegerdenkmal und Grabmälern | Kirchberg, bei Nr. 8 Lage                  |                         | Kriegerdenkmal 1914/18 von 1922; Kirchhofportal bezeichnet 1739; ehemaliger Friedhof mit vor allem barocken und klassizistischen Grabsteinen, 18. und 19. Jahrhundert | BW                             |
| Wohnhaus                                   | Lochgasse 1 Lage                           | frühes 18. Jahrhundert  | Fachwerkhaus, teilweise massiv, frühes 18. Jahrhundert | Fotos hochladen                |
| Wohnhaus                                   | Sackgasse 1 Lage                           | 1723                    | barockes Fachwerkhaus, teilweise massiv, bezeichnet 1723 | Fotos hochladen                |
| Wohnhaus                                   | Storchengasse 8 Lage                       | 1701                    | barockes Fachwerkhaus, teilweise massiv, bezeichnet 1701 | Fotos hochladen                |
| Wasserbehälter                             | südlich des Ortes; Flur Am Mausenrech Lage | 1907                    | Jugendstiltypenbau, bezeichnet 1907 | Fotos hochladen                |